# Bachia remota
Bachia remota (амапаська бахія) — вид ящірок родини гімнофтальмових (Gymnophthalmidae). Ендемік Бразилії. Описаний у 2016 році.

## Поширення і екологія
Амапські бахії відомі з типової місцевості, розташованої в національному парку Монтаньяс-ду-Тумукумакі в муніципалітеті Ларанжал-ду-Жарі в штаті Амапа.